# Graun im Vinschgau
Graun im Vinschgau (italià Curon Venosta) és un municipi italià, dins de la província autònoma de Tirol del Sud. És un dels municipis del districte i de Vinschgau. L'any 2007 tenia 2.397 habitants. Comprèn les fraccions de Langtaufers (Vallelunga), Reschen (Resia) i St. Valentin (San Valentino). Limita amb els municipis de Mals, els austríacs de Kaunertal, Nauders, Pfunds i Sölden, i els suïssos de Ramosch, Sent i Tschlin.

## Situació lingüística
| Pertinença lingüística (cens 2001) | 97,67% alemany |
| Pertinença lingüística (cens 2001) | 2,33% italià   |
| Pertinença lingüística (cens 2001) | 0,00% ladí     |

## Administració

Territori comunal

| Període | Identitat         | Partit |
| ------- | ----------------- | ------ |
| 2004-   | Albrecht Plangger | SVP    |